# Hetschkia gracilis
Genre
Espèce
Hetschkia gracilis, unique représentant du genre Hetschkia, est une espèce d'araignées aranéomorphes de la famille des Theridiidae.

## Distribution
Cette espèce est endémique du Brésil. Elle se rencontre dans les États de São Paulo et de Santa Catarina.

## Description
La femelle décrite par Levi en 1963 mesure 2,2 mm.

## Publication originale
- (de) Keyserling, 1886 : Die Spinnen Amerikas. Theridiidae. Nürnberg, vol. 2, p. 1-295 (texte intégral).